# 弯角四齿芥
弯角四齿芥（学名：Tetracme recurvata）为十字花科四齿芥属下的一个种。

## 扩展阅读
- 維基物種上的相關：弯角四齿芥